# 허인회
허인회 (許仁會, 1964년 1월 25일 ~ )은 1985년 고려대학교 총학생회장을 역임한 대한민국의 전 정치인이다. 정치권의 인맥을 이용하여 특정업체의 국가기관 납품을 알선한 뒤 수억원대 금품을 받은 혐의로 검찰이 구속 수사 중이다.

## 학력
- 용산고등학교 졸업
- 고려대학교 정치외교학과 학사

## 경력
- 고려대학교 총학생회장
- 새정치국민회의 정책위원회 부위원장
- 열린우리당 전국청년위원장

## 역대 선거 결과
|  | 45.05% |

|  | 44.7% |

|  | 41.41% |

## 참고 자료
1. ↑  “[단독]‘운동권 대부’ 허인회 구속 위기… 납품알선 뒤 수억 받은 혐의”. 2020년 8월 6일. 2020년 8월 8일에 확인함.
2. ↑  “‘386 운동권’ 출신 허인회 구속”. 2020년 8월 8일. 2020년 8월 8일에 확인함.